# Batalla de Peralejo
La batalla de Peralejo fue un enfrentamiento militar entre rebeldes independentistas cubanos, al mando del mayor general Antonio Maceo contra las fuerzas del ejército español, al mando del capitán general Arsenio Martínez Campos, en el contexto de la Campaña Oriental de Maceo durante la guerra de la Independencia de Cuba.

## Movimientos previos
Fuerzas cubanas
Durante la Campaña Oriental el mayor general Antonio Maceo se encaminó hacia Bayamo con fuerzas de Cambute y Santiago de Cuba. Su propósito era enfrentar a las columnas españolas que operaban allí, y que abastecen los destacamentos españoles de la línea central, especialmente Bayamo, cabecera del distrito.
El día 5 de julio de 1895 se le une el brigadier Jesús Rabí con fuerzas de Jiguaní, en el Cacao, y el 7 de julio acampan en el río Buey, en la zona de Venezuela, al suroeste de Bayamo.
Fuerzas españolas
El capitán general Arsenio Martínez Campos y el brigadier Fidel A. Santocildes coordinaron la organización de los convoyes españoles, provenientes desde Manzanillo y Cauto Embarcadero hacia Bayamo
El 11 de julio Santocildes, con una corta columna de 400 hombres compuesta por dos compañías del 1.er y 2.º batallón del regimiento de Isabel La Católica, y 40 guerrilleros del capitán Travesí, sale de Manzanillo hacia Veguitas.
El 12 de julio Martínez Campos, con una pequeña columna de cerca 450 hombres compuesta por fuerzas españolas del teniente coronel Baquero y la guerrilla del teniente coronel Lolo Benítez, sale de Manzanillo hacia Veguitas uniéndose a Santocildes. Luego se les unen 250 soldados del 6.º batallón peninsular al mando del teniente coronel San Martín y 400 soldados del 2.º batallón del regimiento de Isabel La Católica al mando del teniente coronel Federico Escario. Las fuerzas españolas acantonadas en Veguitas suman 1500 efectivos. La presencia de las fuerzas españolas es informada al mayor general Maceo por el confidente Rafael Silveira.

## Preparación de la emboscada

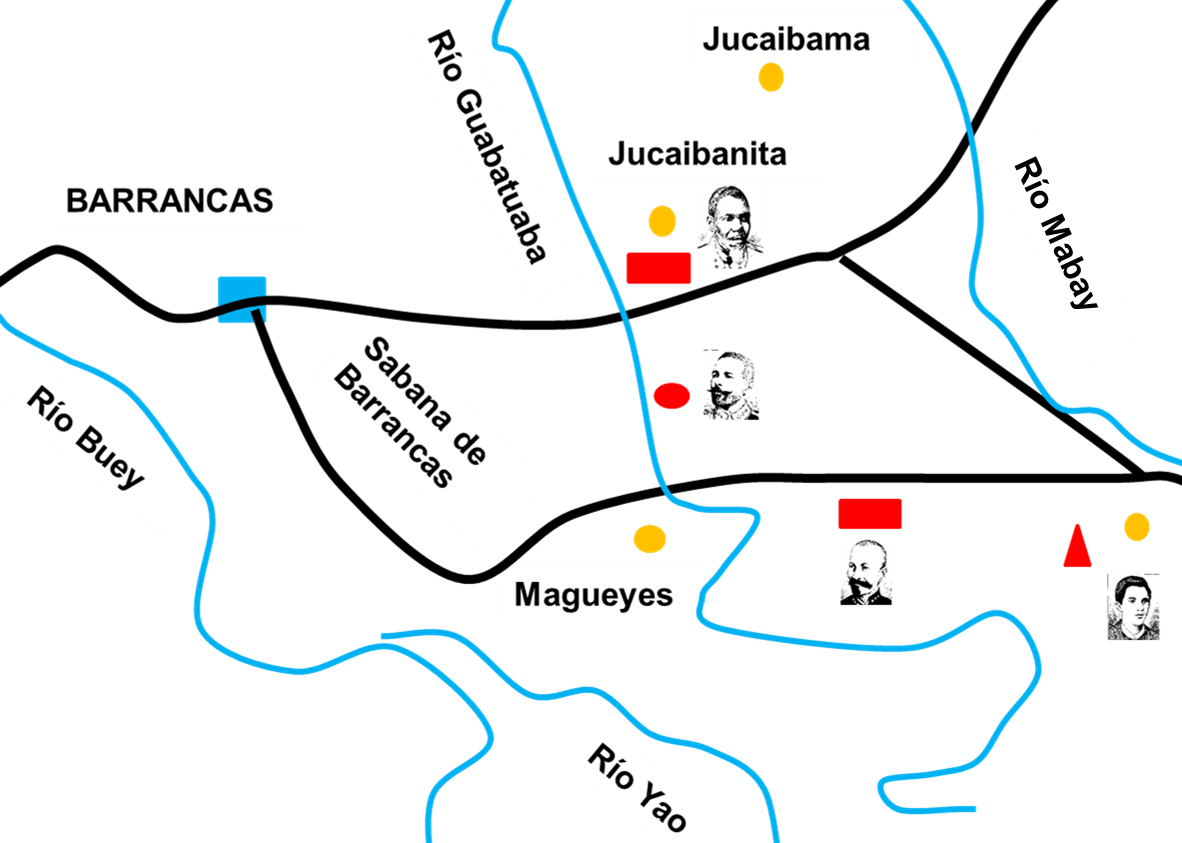
Batalla de Peralejo, fase 1

El 12 de julio Maceo con sus fuerzas en Vega de Yao comienzan a elaborar su plan táctico, el ataque sería al convoy procedente de Manzanillo. El mismo día llega el mayor general Bartolomé Masó, jefe del 2.º cuerpo de ejército libertador, con su estado mayor y con las fuerzas de los coroneles Esteban Tamayo, Joaquín Estrada y Juan Masó Parra, al campamento de Maceo, potrero de Valenzuela, donde se entrevistan.
Al retirarse, Masó le deja a Maceo algunos escuadrones de caballería con los coroneles Esteban Tamayo, Joaquín Estrada y Juan Masó Parra. A medianoche, por orden de Maceo, las fuerzas del ejército libertador se mueven hacia Solís. El 13 de julio de madrugada, Maceo levanta el campamento de Vega de Yao, y se sitúa en El Santísimo, (lugar que domina las dos rutas de Barrancas a Bayamo), con la caballería. Las tropas de infantería del brigadier Jesús Rabí y del coronel Quintin Banderas, se sitúan en el camino de Solís, ruta inferior. La retaguardia se sitúa en La Caoba (brigadier Goulet) y en Yao del Gallego (mayor general Bartolomé Maso).
Se esperaba la llegada de más refuerzos cubanos procedentes de Manzanillo.

## Batalla

### Los españoles evaden la emboscada

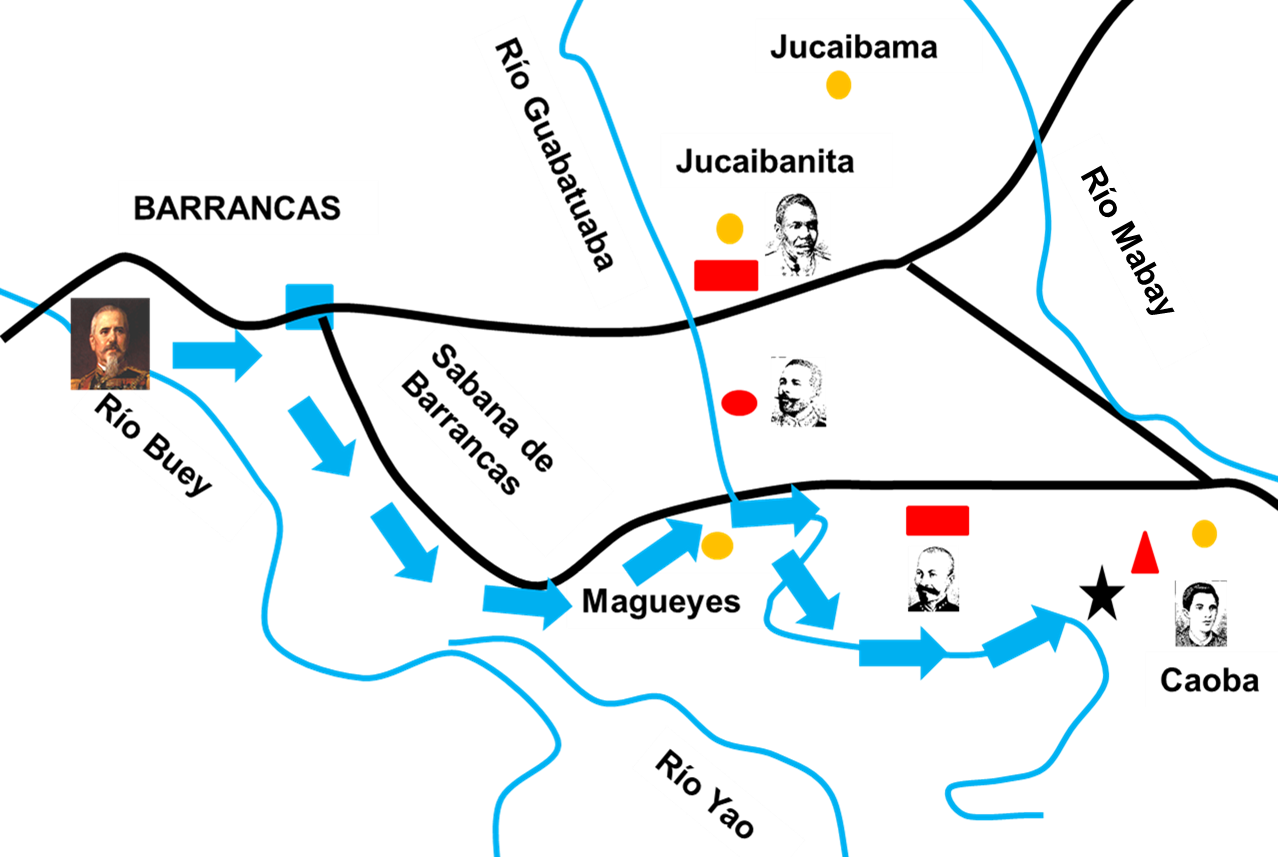
Batalla de Peralejo, fase 2

Martínez Campos con 400 infantes y 40 jinetes se dirige a Barrancas, mientras que Santocildes con 1100 infantes y guerrilla se desplaza hacia Bueycito o Valenzuela, ambos se reúnen y cruzan el paso del río Buey y luego de dividen uniéndose ambos en Barrancas. Campos informado por confidentes de la presencia de los mambises en El Tanteo y demás posiciones, evade la sorpresa.

### Ataque de los españoles a la retaguardia cubana
Ambos generales españoles con una columna de 1,540 hombres, parten de Barrancas por el camino de Solís (ruta inferior), separándose en Magueyes, Campos reforzado con la Guerrilla del capitán Travesí por el camino de Peralejo y Santocildes penetra en el monte en dirección paralela de Martínez Campos, burla las emboscadas de la infantería de Rabí y ataca la impedimenta de Alfonso Goulet.
Las fuerzas guerrilleras llevaban casi seis horas en espera, y a eso de las diez de la mañana comienza la batalla en La Caoba, entre las fuerzas de Santocildes y Goulet, quien fallece en el enfrentamiento.

### Contraataque de las fuerzas de Maceo

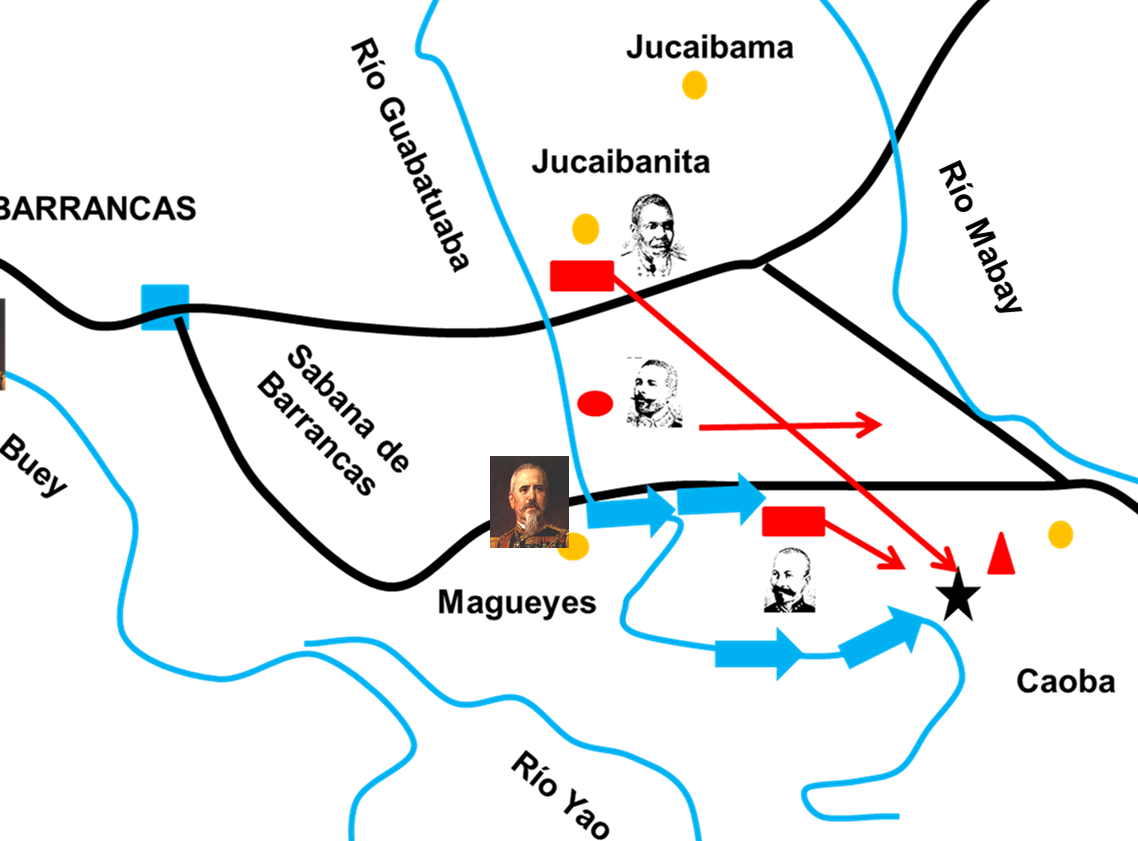
Batalla de Peralejo, fase 3

Maceo se adelanta con su estado mayor para examinar el orden y la posición del enemigo. Maceo ordena a la infantería que flanquearan por la derecha y se interpusieran entre los españoles y La Caoba, mientras él con la caballería los detenía, cayendo el comandante Moncada.
La columna de Campos se incorpora al combate, al tiempo que Maceo ordena a un escuadrón atacarlo mientras era hostigado por la infantería guerrillera, para evitar la unión de las dos columnas españolas. La columna de Santocildes se aleja de La Caoba para reunirse con la de Campos, y juntos se dirigen a la sabana de Peralejos. La infantería cubana se situó en el flanco derecho del enemigo, en los montes cercanos del camino, mientras que la caballería cubana lo hace por la izquierda en la sabana de Peralejo (escolta del cuartel general de Maceo, escuadrón del regimiento Luz de Yara, escuadrón del regimiento de Céspedes) y en la derecha del camino sobre Bacajama, cerca de Mabay (escuadrón del regimiento de Céspedes).

### Llegan refuerzos cubanos

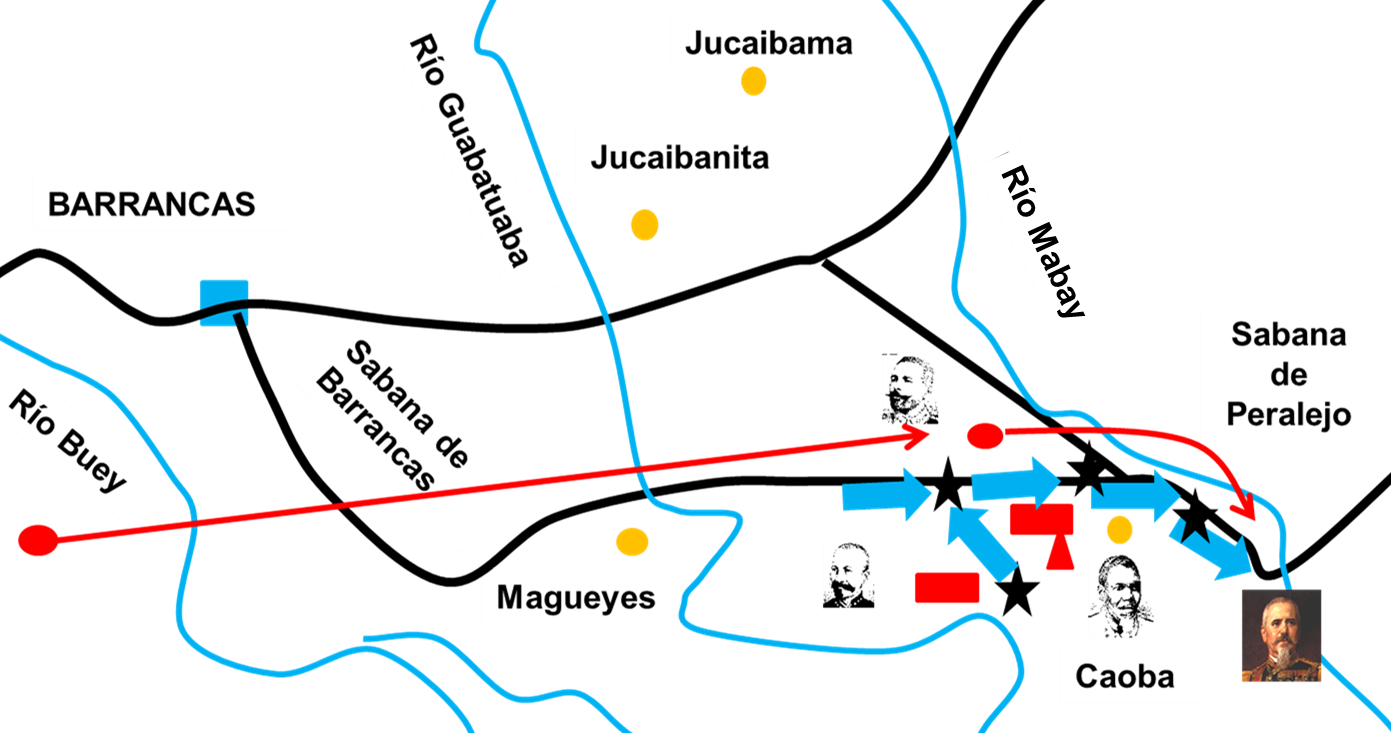
Batalla de Peralejo, fase 4

Llegan los refuerzos de Manzanillo, que cruzan el río Babatuaba, a Maceo: 3 escuadrones del regimiento de Guá al mando del coronel Salvador Hernández Ríos y el teniente coronel Alonso Rivero, procedentes de Campechuela, sumando 250 hombres, acatando las órdenes de Maceo de concentración de fuerzas. El refuerzo es atacado por los guerrilleros accidentalmente.

### Retirada de las fuerzas españolas
Maceo envía dos escuadrones del teniente coronel Rivero a unirse a la caballería, y el escuadrón del coronel Ríos a unirse al Cuartel General. Bajo el ataque cubano, las fuerzas españolas logran llegar al río Mabay, mientras los cubanos ocupan el paso del río Mabay, entre ellos Maceo con su estado mayor y el escuadrón del regimiento de Guá.

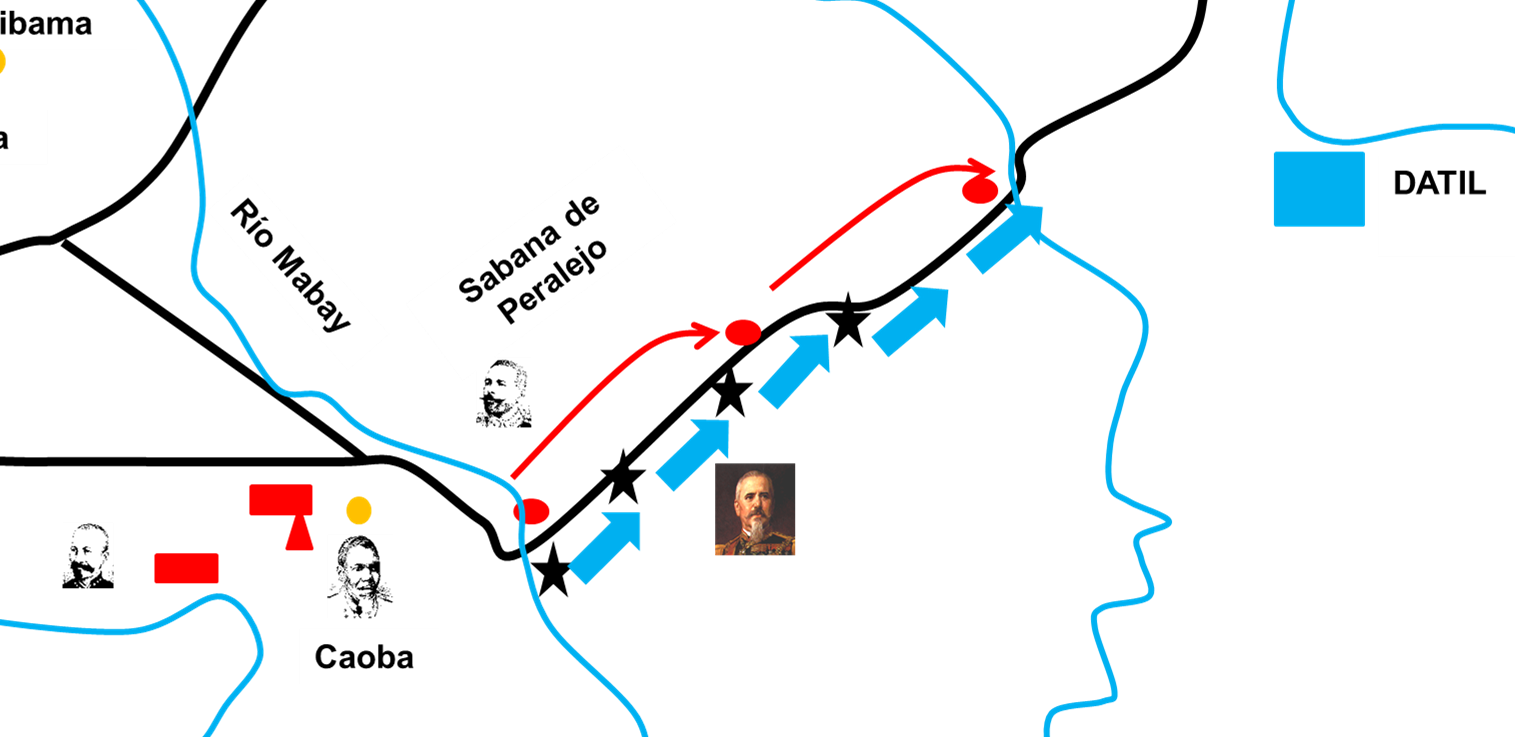
Batalla de Peralejo, fase 5

Los españoles huyen, mientras la infantería cubana se queda sin municiones, Maceo ordena al escuadrón del regimiento de Céspedes cerca de Mabay sumarse a la caballería y atacar al enemigo. Los españoles fueron duramente hostilizados hasta El Dátil, y débilmente perseguidos hasta Bayamo. Campos con la columna logró escapar hacia Bayamo.
En la refriega por el ejército español se cuentan 28 bajas, entre ellos, el brigadier Santocildes, y unos 98 heridos; mientras que en el ejército rebelde se producen 118 bajas entre muertos (cayeron el brigadier. A. Goulet, el coronel Carlos Suárez y el teniente coronel Manuel la O Jay, comandante Moncada) y heridos.
Por los resultados de la batalla, los españoles pudieron conducir el convoy de avituallamiento a la ciudad de Bayamo por lo que estrategicamente lograron su objetivo, sin embargo,no puedieron hacerle frente al ejército libertador quien tuvo una victoria pírrica teniendo en cuenta las perdidas.
Maceo establece su cuartel general en Santa Gertrudis (cerca de Bayamo), sitiando Bayamo. Posteriormente Maceo continúa la Campaña Oriental hacia Santiago de Cuba.